# Xã Green, Quận Noble, Indiana
Xã Green (tiếng Anh: Green Township) là một xã thuộc quận Noble, tiểu bang Indiana, Hoa Kỳ. Năm 2010, dân số của xã này là 2.123 người.